# Verwaltungsgericht Trier

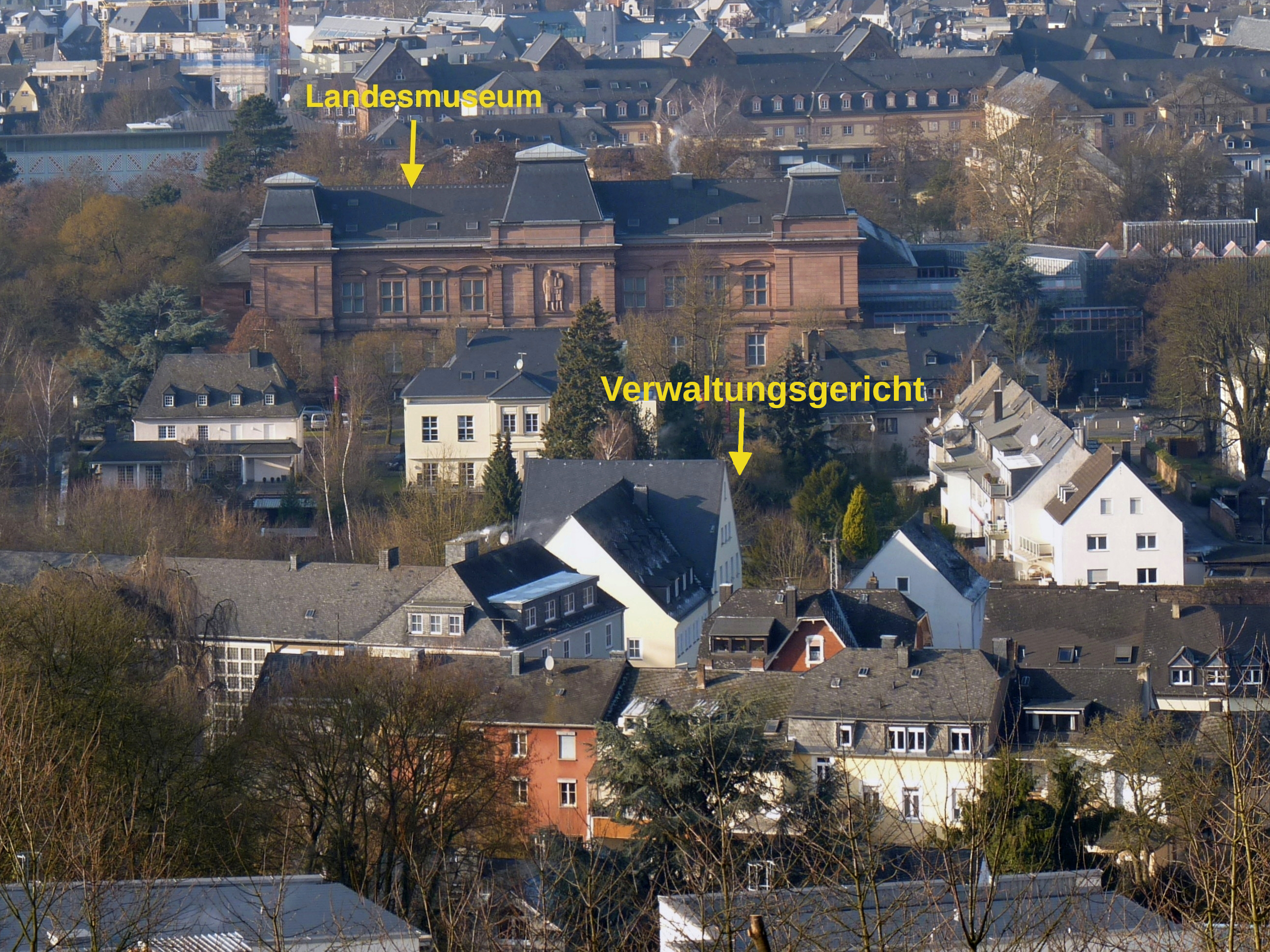
Lage des Verwaltungsgerichts Trier vor dem Landesmuseum.

Das Verwaltungsgericht Trier ist ein Gericht der Verwaltungsgerichtsbarkeit und eines von vier Verwaltungsgerichten in Rheinland-Pfalz, welches in einigen Zuständigkeiten für ganz Rheinland-Pfalz zuständig ist. Es hat seinen Sitz in Trier. Präsident des Verwaltungsgerichts ist Heribert Kröger.

## Gerichtsbezirk
Der Gerichtsbezirk umfasst die Stadt Trier und die Landkreise Bernkastel-Wittlich, Bitburg-Prüm, Vulkaneifel und Trier-Saarburg.

## Weitere Zuständigkeiten
Das Verwaltungsgericht Trier ist ferner für das gesamte Land Rheinland-Pfalz zuständig in Verfahren nach dem Landesdisziplinargesetz, dem Bundesdisziplinargesetz, dem Asylgesetz sowie in gerichtlichen Verfahren, in denen die Ausgleichsverwaltung beteiligt ist.

## Gerichtsgebäude
Das Gericht war von 1994 bis 2012 in einem Gebäude am Irminenfreihof untergebracht. Der Gerichtssitz wurde zum 1. Oktober 2012 verlegt in die Egbertstraße 20a in Trier.

## Instanzenzug
Das nächsthöhere Gericht ist das Oberverwaltungsgericht Rheinland-Pfalz, das seinen Sitz in Koblenz hat. Diesem wiederum ist das Bundesverwaltungsgericht übergeordnet.